# لوك وول
لوك وول (بالإنجليزية: Luke Wall)‏ هو لاعب كرة قدم بريطاني في مركز الهجوم، ولد في 11 نوفمبر 1996 في ليفربول في المملكة المتحدة. لعب مع بلاكبيرن روفرز.

## وصلات خارجية
- لوك وول على موقع قاعدة بيانات كرة القدم.إي يو (الإنجليزية)
- لوك وول على موقع Soccerway.com (الإنجليزية)